# Navarre (Florida)
Navarre è un Census-designated place (CDP) degli Stati Uniti d'America, situato nello Stato della Florida, nella contea di Santa Rosa.